# Лозовик
Лозови́к — село Макарівської селищної громади Бучанського району Київської області. Відстань до центру громади — 7 км, до обласного центру — 65 км. Площа населеного пункту становить 49,5 га, кількість дворів — 61.
Кількість населення — 69 особи.
Лозовик — хутір, що належав Красногірському монастирю, який був закритий 1786 року. До 1843 року був на утриманні ксьондзів. Тоді тут проживало у 8 хатах 98 осіб.
Уже до кінця XIX ст. кількість жителів зросла до 118, і були навіть такі селяни, які за 59 карбованців викупили собі землю.
24 мешканці села загинули в період Німецько-радянської війни.